# Verordnung über den Einsatz des jüdischen Vermögens
In der Verordnung über den Einsatz des jüdischen Vermögens (RGBl. 1938 I. S. 1709) vom 3. Dezember 1938 wurde Juden auferlegt, ihre Gewerbebetriebe zu verkaufen oder abzuwickeln, ihren Grundbesitz zu veräußern und ihre Wertpapiere bei einer Devisenbank zu hinterlegen. Außerdem durften sie Juwelen, Edelmetalle und Kunstgegenstände nicht mehr frei veräußern; kurz darauf wurde ihnen unter Strafandrohung auferlegt, diese bis zum 31. März 1939 bei staatlichen Ankaufstellen abzuliefern.
Die Verordnung erfolgte im Anschluss an die „Verordnung über die Anmeldung des Vermögens von Juden“ (RGBl. 1938 I, S. 414f.) vom 26. April 1938 sowie an die „Verordnung zur Ausschaltung der Juden aus dem deutschen Wirtschaftsleben“ (RGBl. 1938 I, S. 1580) vom 12. November 1938 und formulierte die dazu erforderlichen Ausführungsbestimmungen. Allerdings beschränkte sich letztere Verordnung in erster Linie auf Einzelhandelsverkaufsstellen und Handwerksbetriebe, die vom 1. Januar 1939 an nicht mehr von Juden geführt werden durften. Die Verordnung vom 3. Dezember hingegen griff inhaltlich weit darüber hinaus.
Hermann Göring erklärte am 10. Dezember 1938, die Ausschaltung der Juden sei allein Sache des Staates und der finanzielle Nutzen stehe ausschließlich dem Staat zu. Die gesetzlichen Grundlagen dazu seien geschaffen, um dem Gewinnstreben von Einzelpersonen oder Parteiorganisationen vorzubeugen. Der Entwurf zur Verordnung stammte vom Hausjuristen des Flick-Konzerns Hugo Dietrich und wurde in fast wortgleicher Fassung Rechtsnorm. Der Konzern und sein Patriarch Friedrich Flick, die im Juni 1938 H. Dietrich mit einem Entwurf beauftragten, hatten ein besonderes Interesse an einer gesetzlichen Grundlage für die Arisierung und suchten zu dieser Zeit nach Wegen, die Übernahme der Aussiger Petschek-Unternehmen herbeizuführen, um ihren Stand in der Braunkohlen- und der Stahlbranche zu verbessern.

## Inhalt
Der Artikel I bezog sich auf „Gewerbliche Betriebe“. Danach „kann“ dem Inhaber eines jüdischen Gewerbebetriebes aufgegeben werden, den Betrieb „binnen einer bestimmten Frist zu veräußern oder abzuwickeln.“ Auf Kosten des Betriebsinhabers kann ein Treuhänder eingesetzt werden. Jede Veräußerung bedarf einer Genehmigung.
Gegenüber der Verordnung vom 12. November 1938 fehlte die starre Fristsetzung auf den 1. Januar 1939. Die einstweilige Fortführung eines Geschäftes, das für die Versorgung noch unverzichtbar erschien, war möglich. Mit der erforderlichen Genehmigung beim Verkauf wollte Hermann Göring als Beauftragter für den Vierjahresplan sicherstellen, dass Arisierungsgewinne dem Reich zugutekamen und nicht „in Schwarzen Kassen und Fonds“ der Gauleiter versickerten.
Artikel II bezog sich auf „Land- und Forstwirtschaftliche Betriebe, Grundeigentum und sonstige Vermögen“. Juden wurde der Erwerb von Grundstücken untersagt. Sie mussten auf Anordnung ihre Immobilien innerhalb einer bestimmten Frist veräußern, wobei der Kaufvertrag einer Genehmigung bedurfte. Der Reichshauptstadt Berlin wurde ein Vorkaufsrecht eingeräumt; damit konnte der Generalbauinspektor für die Reichshauptstadt auf zahlreiche Grundstücke zugreifen.
Mit dem Artikel III wurde ein Depotzwang für Wertpapiere eingeführt, mit Bezugnahme auf die „Verordnung über die Anmeldung des Vermögens von Juden“. Juden deutscher Staatsangehörigkeit mussten Aktien und festverzinsliche Wertpapiere binnen einer Woche einer Devisenbank übertragen und konnten über dieses Depot nicht mehr frei verfügen.
Auch die Bestimmungen des Artikels IV über „Juwelen, Schmuck- und Kunstgegenstände“ galten nur für deutsche, nicht für ausländische Staatsangehörige. Deutsche Juden durften Edelsteine, Perlen, Gold, Platin und Silber weder erwerben, noch veräußern. Derartige „Devisenbringer“ durften nur von staatlichen Stellen angekauft werden. Dies galt auch für Kunstgegenstände im Werte über eintausend Reichsmark.
Nur kurze Zeit später, am 21. Februar 1939, wurde durch die „Dritte Anordnung auf Grund der Verordnung über die Anmeldung des Vermögens von Juden“ (RGBl. 1939 I, S. 282; die Frist wurde durch RGBl. 1939 I, S. 387 auf den 31. März 1939 verlängert) bei Strafandrohung angeordnet, derartige Edelmetalle, Schmuck und Kunstgegenstände binnen zweier Wochen abzuliefern. Die Bewertung und Zahlung einer Entschädigung sollte die Ankaufstelle vornehmen.
Die „Allgemeinen Vorschriften“ im Artikel V betrafen Auflagen, die an eine Veräußerung geknüpft sein konnten. Möglich waren Geldleistungen zugunsten des Staates, die vom Erwerber gefordert werden konnten. Der jüdische Zwangsverkäufer konnte mit Schuldverschreibung des Deutschen Reiches abgefunden werden.
Die Verordnung war vom Reichswirtschaftsminister Walther Funk und dem Reichsminister des Inneren Wilhelm Frick unterzeichnet und trat am 3. Dezember 1938 in Kraft.

## Umsetzung
Die nach der sogenannten Reichskristallnacht erlassenen staatlichen Verordnungen stellten nur eine abschließende Maßnahme zur „Arisierung“ oder (mit einem weiteren nationalsozialistischen Kampfbegriff) der „Entjudung der Wirtschaft“ dar, keineswegs ihren Beginn.
Tatsächlich hatten bis zum Herbst 1938 die Arisierungen und Liquidationen schon in großem Umfang stattgefunden. Betriebe waren aufgegeben worden, weil die Kundschaft ausblieb, Warenkredite aufgekündigt wurden oder der Inhaber sich zur Emigration gezwungen sah. Von ehemals rund 100.000 Betrieben und Geschäften waren nur noch 40.000 bei ihren jüdischen Eigentümern verblieben. Besonders deutlich war die Entwicklung bei den Einzelhandelsgeschäften: Von vordem etwa 50.000 Läden bestanden im November 1938 nur noch 9.000.

### Betriebe
Fast alle der verbliebenen Einzelhandelsverkaufsstellen wurden bis zum Jahresende 1938 liquidiert; nur einige wenige blieben erhalten, wenn der Eigentümer in „privilegierter Mischehe“ lebte. Auch die Auflösung der meist kleinen und wenig rentablen jüdischen Handwerksbetriebe vollzog sich in wenigen Wochen. Von den noch registrierten 5800 Handwerksbetrieben konnten nur 345 an „deutschblütige“ Neueigentümer verkauft werden.

### Immobilienbesitz
Deutlich länger dauerte es, bis die „Arisierung“ jüdischen Hausbesitzes und landwirtschaftlicher Betriebe abgeschlossen war. Unverzüglich legten Ämter Listen an, aus denen Grundstücksgröße, Einheitswert und Verkehrswert sowie Kaufinteressenten aufgeführt wurden. Danach trafen die zuständigen Behörden eine Entscheidung über die „Neuverteilung“ und stellten dem jüdischen Besitzer die Verfügung zu, binnen sechs Wochen einen Kaufvertrag abzuschließen und zur Genehmigung vorzulegen.

### Großunternehmen
Für Firmen von „außergewöhnlicher Branchenbedeutung“ und von mehr als 100.000 RM Kapitalwert wurden Neubesitzer von einem „Arisierungsreferat“ im Reichswirtschaftsministerium ausgesucht. Dabei wirkte ein Bankenkonsortium mit, das auf potentielle kreditwürdige Interessenten hinwies. Die Banken strichen für ihre Mitarbeit bei der Arisierung eine Provision von 2 % des Wertes ein und erzielten Gewinne in Millionenhöhe.

### Ablieferung von Schmuck
Die städtischen Pfandleihanstalten wurden zu zentralen Ankaufs- und Sammelstellen des Reiches ernannt. Sie erstatteten nach einem vom Deutschen Reich festgesetzten Tarif nur 60 % des üblichen „Beleihungswertes der Pfandleihanstalten“, der weit unterhalb des wahren Wertes lag. Dabei wurde nur der reine Materialwert berücksichtigt. Neuere Untersuchungen sprechen davon, dass für Silber nur ein Zehntel des Marktpreises erstattet wurde. Außer dem Ehering, einer silbernen Armband- oder Taschenuhr und zwei vierteiligen Essbestecken aus Silber je Person mussten alle Wertgegenstände aus Edelmetall abgeliefert werden. Vielfach zitiert wird der Bericht des Leiters einer Leihanstalt, der seinen Arbeitseinsatz beschreibt und als „Lösung der Judenfrage“ rühmt.